# Fotoliza
Fotoliza – reakcja fotochemiczna, której wynikiem jest rozkład cząsteczek związków chemicznych pod wpływem działania światła, np. na rodniki:
Cl2 _hν_͕ 2Cl•
Innym przykładem fotolizy jest rozkład fotochemiczny jodku srebra w emulsji światłoczułej:
2AgI _hν_͕ 2Ag + I2